# Пасифик Колизиум

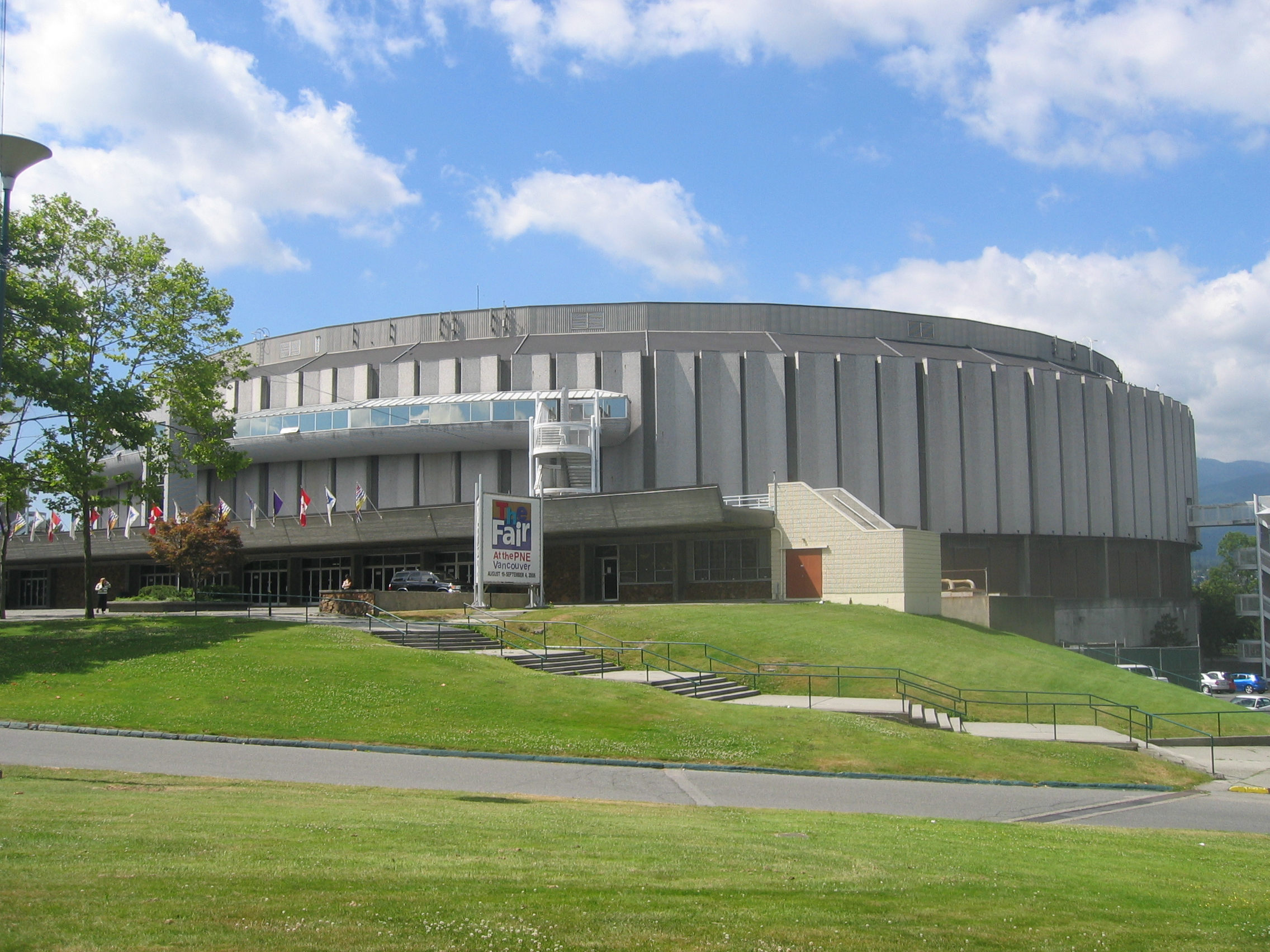
Спортивный комплекс «Пасифик Колизиум»

«Паси́фик Колизи́ум» (англ. Pacific Coliseum) — спортивный комплекс, одна из арен зимних Олимпийских игр 2010 года, расположенный на улице 100 Норс Ренфрью Стрит, в Ванкувере. Он построен в 1968 году к Тихоокеанской национальной выставке (англ. Pacific National Exhibition). Вместимость комплекса 17 500 мест, из которых 15 713 неизменных, также он может принять 16 150 зрителей во время хоккейного матча. Имеется парковка на 3 500 мест.
В 1970—1995 гг. на арене выступала команда НХЛ «Ванкувер Кэнакс». В 1973—1975 гг. арена также была домашней для команды ВХА «Ванкувер Блейзерс». В 1980—1984 гг. здесь играла в шоубол команда NASL «Ванкувер Уайткэпс». С 2001 года здесь выступает команда Западной хоккейной лиги «Ванкувер Джайантс».
8 сентября 1972 года здесь прошла 4-я игра Суперсерии СССР — Канада, советские хоккеисты победили 5:3.
В 1977 году здесь прошёл матч всех звёзд НХЛ. В 2006 году арена была одной из четырёх принимавших молодёжный чемпионат мира по хоккею. Дважды, в 1977 и 2007 годах, арена принимала розыгрыши Мемориального кубка.